# Aleksandrowo (obwód Łowecz)
Aleksandrowo (bułg. Александрово) – wieś w środkowej Bułgarii, w obwodzie Łowecz i gminie Łowecz.

## Geografia
Przez Aleksandrowo płynie rzeka Osym. W pobliżu wsi znajduje się zbiornik retencyjny o powierzchni około 1500 ha.

## Historia
Dawna nazwa wsi to Karaasan.

## Instytucje publiczne
- biblioteka "Paisij",
- klub emeryta, powstały w 1985 roku.

## Zabytki
Niedaleko wsi znajdują się jaskinie oraz twierdza powstała w okresie panowania rzymskiego i ziemianki.